# Mistrzostwa Polski juniorów do lat 10 w szachach
Mistrzostwa Polski juniorów do lat 10 w szachach – turnieje szachowe mające na celu wyłonienie medalistów mistrzostw Polski juniorów w kategorii do 10 lat, rozgrywane od 1989 r., choć pierwsze zawody w tej grupie wiekowej odbyły się rok wcześniej (nie były to jednak mistrzostwa oficjalne, tylko kwalifikacje do mistrzostw świata). Do 1990 r. w turniejach obowiązywał system kołowy, a w następnych – system szwajcarski. W latach 2005–2011, podobnie jak w turniejach do lat 8, oficjalną nazwą mistrzostw był Puchar Polski, natomiast od 2012 r. mistrzostwa rozgrywane są jako Mistrzostwa Polski Młodzików.

## Medaliści mistrzostw Polski juniorów do 10 lat
| Lp | Rok  | Miasto                  | Juniorzy                                                             | Juniorki                                                          |
| -- | ---- | ----------------------- | -------------------------------------------------------------------- | ----------------------------------------------------------------- |
| –  | 1988 | Piechowice nieoficjalne | 1. Tomasz Jakubowski 2. Bartosz Soćko 3. Edward Łupkowski            | 1. Monika Bobrowska 2. Marta Zielińska 3. Monika Luks             |
| 1  | 1989 | Piechowice              | 1. Piotr Stefanek 2. Konrad Jaskólski 3. Tomasz Chmielewski          | 1. Ewa Kalaga 2. Joanna Strojna 3. Maja Izdebska                  |
| 2  | 1990 | Toruń                   | 1. Sławomir Burdziński 2. Piotr Stefanek 3. Mariusz Pisarek          | 1. Dorota Iwaniuk 2. Marianna Samul 3. Mariola Rutkowska          |
| 3  | 1991 | Wisła                   | 1. Aleksander Miśta 2. Paweł Sołtysik 3. Marcin Szeląg               | 1. Marta Michalska 2. Alina Tarachowicz 3. Małgorzata Kaczorowska |
| 4  | 1992 | Biała Podlaska          | 1. Krzysztof Jasik 2. Krzysztof Gratka 3. Bartosz Kuligowski         | 1. Karolina Szymanowska 2. Marta Samborska 3. Marta Dąbrowska     |
| 5  | 1993 | Grudziądz               | 1. Marcin Szymański 2. Krzysztof Jakubowski 3. Aleksander Miśta      | 1. Hanna Hadryś 2. Justyna Świderska 3. Maria Szymańska           |
| 6  | 1994 | Grudziądz               | 1. Kamil Mitoń 2. Jerzy Owczarzak 3. Daniel Blandzi                  | 1. Paulina Kida 2. Karolina Kapustyńska 3. Maria Szymańska        |
| 7  | 1995 | Nadole                  | 1. Mateusz Bartel 2. Mikołaj Szablewski 3. Grzegorz Gajewski         | 1. Elżbieta Balkiewicz 2. Joanna Worek 3. Daria Pokojska          |
| 8  | 1996 | Żagań                   | 1. Radosław Wojtaszek 2. Mikołaj Szablewski 3. Kamil Stachowiak      | 1. Joanna Worek 2. Katarzyna Poznańska 3. Dominika Hermanowicz    |
| 9  | 1997 | Nadole                  | 1. Łukasz Schreiber 2. Radosław Wojtaszek 3. Mateusz Kulesza         | 1. Jolanta Zawadzka 2. Marta Szydłowska 3. Dominika Hermanowicz   |
| 10 | 1998 | Krynica Morska          | 1. Marcin Tazbir 2. Robert Krzesaj 3. Piotr Brodowski                | 1. Ewa Przeździecka 2. Beata Andrejczuk 3. Joanna Majdan          |
| 11 | 1999 | Wisła                   | 1. Piotr Brodowski 2. Maciej Andrejczuk 3. Filip Diczew              | 1. Magdalena Matyszewska 2. Joanna Gaś 3. Anna Nawrot             |
| 12 | 2000 | Kołobrzeg               | 1. Jacek Tomczak 2. Maciej Brzeski 3. Paweł Babijczuk                | 1. Maria Jankowska 2. Maria Gościniak 3. Elżbieta Motyka          |
| 13 | 2001 | Kołobrzeg               | 1. Arkadiusz Leniart 2. Artur Kochmański 3. Krzysztof Bartczak       | 1. Wiktoria Wierzbicka 2. Joanna Kasperek 3. Elżbieta Nawrot      |
| 14 | 2002 | Kołobrzeg               | 1. Dariusz Świercz 2. Zbigniew Strzemiecki 3. Marcel Kanarek         | 1. Klaudia Kulon 2. Anna Warakomska 3. Elżbieta Nawrot            |
| 15 | 2003 | Wisła                   | 1. Zbigniew Strzemiecki 2. Dariusz Świercz 3. Daniel Sadzikowski     | 1. Aleksandra Krajewska 2. Dominika Ostrowska 3. Aleksandra Lach  |
| 16 | 2004 | Kołobrzeg               | 1. Daniel Sadzikowski 2. Marcin Krzyżanowski 3. Oskar Wieczorek      | 1. Aleksandra Lach 2. Maria Leks 3. Anna Jankowska                |
| 17 | 2005 | Kołobrzeg               | 1. Kamil Tomsia 2. Kamil Dragun 3. Maciej Zieliński                  | 1. Aleksandra Lach 2. Magdalena Mucha 3. Maria Leks               |
| 18 | 2006 | Kołobrzeg               | 1. Kacper Drozdowski 2. Kamil Tomsia 3. Jan-Krzysztof Duda           | 1. Aleksandra Tarnowska 2. Karolina Cheńska 3. Katarzyna Cyboran  |
| 19 | 2007 | Ustroń                  | 1. Jan-Krzysztof Duda 2. Ryszard Eggink 3. Dominik Marczuk           | 1. Judyta Lachowicz 2. Katarzyna Murawko 3. Kinga Pastuszko       |
| 20 | 2008 | Ustroń                  | 1. Jan-Krzysztof Duda 2. Kacper Karwowski 3. Maciej Żądło            | 1. Ewa Harazińska 2. Aleksandra Dadełło 3. Agnieszka Dmochowska   |
| 21 | 2009 | Łeba                    | 1. Wojciech Januszkiewicz 2. Maciej Adamczewski 3. Artur Marchlewicz | 1. Veronika Gažíková 2. Agnieszka Dmochowska 3. Maria Redmerska   |
| 22 | 2010 | Wisła                   | 1. Kacper Grela 2. Kamil Kozioł 3. Kacper Bilczewski                 | 1. Oliwia Kiołbasa 2. Agata Stebel 3. Pola Parol                  |
| 23 | 2011 | Mielno                  | 1. Igor Szymanowski 2. Radosław Psyk 3. Igor Kowalski                | 1. Zofia Frej 2. Alicja Śliwicka 3. Agata Dwilewicz               |
| 24 | 2012 | Poronin                 | 1. Jakub Kosakowski 2. Paweł Teclaf 3. Radosław Psyk                 | 1. Joanna Święch 2. Honorata Kucharska 3. Magdalena Harazińska    |
| 25 | 2013 | Szczyrk                 | 1. Paweł Teclaf 2. Krzysztof Szczurek 3. Jakub Suder                 | 1. Magdalena Harazińska 2. Zofia Szulc 3. Aleksandra Czarniecka   |
| 26 | 2014 | Jastrzębia Góra         | 1. Maciej Czopor 2. Tymon Czernek 3. Daniel Koszewski                | 1. Monika Marcińczyk 2. Martyna Wikar 3. Zuzanna Adamczyk         |
| 27 | 2015 | Jastrzębia Góra         | 1. Gracjan Grzesik 2. Oskar Ogłaza 3. Filip Łuczak                   | 1. Weronika Zabrzańska 2. Barbara Goraj 3. Martyna Wikar          |
| 28 | 2016 | Jastrzębia Góra         | 1. Bartosz Fiszer 2. Aleks Bancarewicz 3. Jakub Chyży                | 1. Magdalena Pawicka 2. Martyna Starosta 3. Zuzanna Rejniak       |
| 29 | 2017 | Karpacz                 | 1. Bartosz Fiszer 2. Marek Madej 3. Dariusz Dziewoński               | 1. Magdalena Pawicka 2. Zofia Roszkiewicz 3. Izabela Tokarz       |